# Ghetto de Stoline
Le ghetto de Stoline (du printemps 1942 au 11 septembre 1942) est un ghetto, lieu de déportation, par la force, des Juifs de la ville de Stoline, situé dans le Voblast de Brest. Il s'agit d'un processus de poursuite et d'anéantissement des Juifs pendant l'occupation des territoires du Belarus par les armées nazies allemandes durant la Seconde Guerre mondiale.

## Occupation de Stoline et installation du ghetto
Vers 1941, la ville de Stoline compte 12 500 habitants. Parmi ceux-ci, la communauté juive atteint 8 500 personnes mais, à ce nombre de Juifs, il convient d'en ajouter encore 7 000 autres ayant fui l'occupation de la Pologne. Le 12 juillet 1941, la ville de Stoline est prise par la Wehrmacht et l'occupation se poursuit durant 3 ans jusqu'au 7 juillet 1944,.
Les Allemands contraignent le président de la communauté juive (un juif de Varsovie du nom de Berger) à organiser et diriger un Judenrat (conseil juif),.

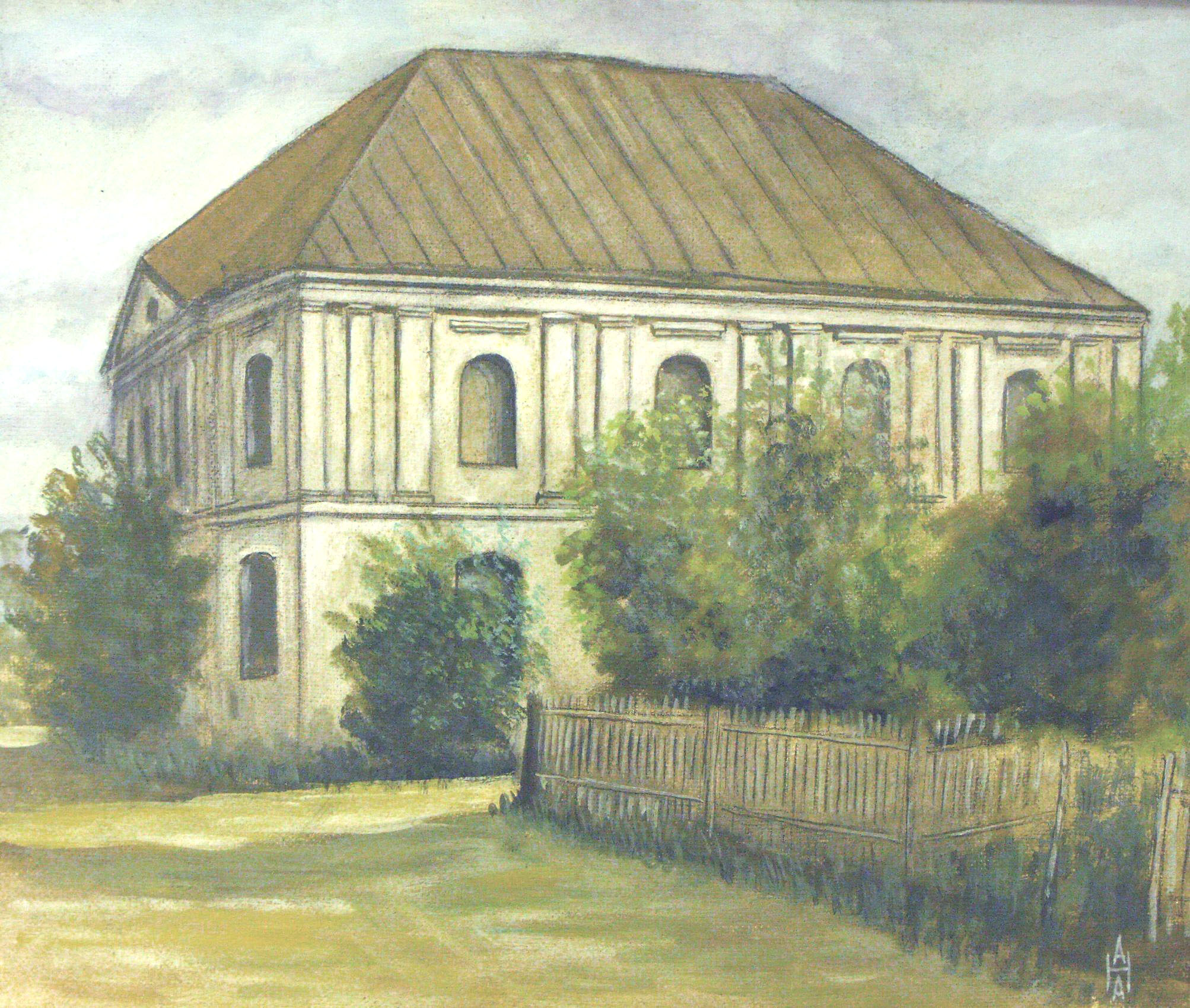
Stoline - synagogue 1967 Anatoly Nalivaev

Au printemps de 1942, les Allemands, réalisant le programme hitlérien d'Extermination des Juifs, rassemblent dans le ghetto tous les juifs de Stoline, ainsi que les femmes et les enfants juifs du bourg de Davyd-Haradok qui avaient survécu, ceux du village de Roubel et des autres bourgs du district de Stoline.
Mais cette action (c'est par cet euphémisme que les hitlériens désignaient l'organisation de l'assassinat de masse) avait commencé bien avant cela. Le 9 août 1941, dans le village de Roubel, furent fusillés par des collaborateurs, 53 juifs (des hommes de plus de 14 ans) et inhumés dans le hameau de Borok,,,. Mais, le 10 août 1941, la police locale et des membres des SS de Lounints tuèrent, dans le hameau de Khinovsk, environ 3 000 hommes juifs de 14 ans ou plus, de Davyd-Haradok,. Les femmes et les enfants étaient chassés par les habitants de ces hameaux, tous leurs biens furent brûlés en leur présence, et ils durent se rendre à pied à Stoline, seul endroit qui leur était autorisé par les SS,.
Les frontières du ghetto passaient par les rues Polesska (depuis la rivière), Kostiochka, la place du marché (aujourd'hui place Komsomoloskaïa), Ouni Lioublinsk, et, à l'ouest, vers la rivière. Au centre du ghetto, passait la rue Naberejnaïa,,.

## Conditions de vie dans le ghetto
Un grand nombre de limitations était imposé aux Juifs, dont le non-respect était sanctionné par la mort. Tout Juif, y compris les enfants au sein, étaient obligés de porter un tissu en forme d'étoile jaune. Il leur était interdit d'être dans la rue après dix-neuf heures. Les Juifs étaient obligés de se trouver à la maison, le soir, derrière leurs volets clos. Les Juifs ne pouvaient marcher sur le trottoir, mais, comme du bétail, seulement au milieu de la rue.
Les conditions de vie dans le ghetto de Stoline étaient des plus pénibles et, chaque jour, jusqu'à 12 prisonniers mourraient simplement de faim, de froid, ou de maladie. Les femmes, et même les jeunes filles en bas âge, étaient constamment violées. Très rapidement les habitants du ghetto étaient brisés, physiquement, moralement et psychologiquement.
Le plus grand problème était celui de la nourriture qui ne rentrait pas dans le ghetto. La seule source d'approvisionnement venait des prisonniers travaillant en dehors des limites du ghetto, qui en ramenaient, en secret, dans leurs poches,, risquant leur vie.
Le souvenir a été conservé que dans les premiers temps de l'existence du ghetto, on avait réussi à cacher une vache, un certain temps, dans la cave d'une des maisons. On ne pouvait pas la nourrir et les très petites quantités de lait qu'elle donnait soutinrent le vieux rabbin Perlov, que les Allemands fusillèrent peu de temps après.
Chaque mois, le Judenrat était obligé de payer un impôt de 10 roubles par homme, aux occupants, et de donner des informations sur la quantité de prisonniers encore en vie. Très souvent, sous la menace de justice sommaire, on obligeait les Juifs à donner leurs valeurs et leur or à la caisse du commissaire territorial. Les prisonniers étaient maintenus dans une promiscuité insupportable. Toutes les maisons, les bâtiments d'école, la synagogue, les greniers étaient remplis de gens.
Les nazis et la police contraignaient souvent les hommes juifs, avant la mort, à écrire des lettres à leurs proches, dans le ghetto. Ensuite, en échange de ces lettres, ils extorquaient, auprès des femmes, leurs derniers vêtements ou bijoux. Chaque jour ils employaient les prisonniers à des travaux forcés pénibles. Ils les obligeaient principalement à creuser par exemple les égouts sur 3 kilomètres de Stoline à Dolin, en les frappant constamment avec leurs crosses de fusils, des fouets ou des pelles.
Ils obligeaient les artisans (tailleurs, charpentiers, cordonniers) à travailler pratiquement jour et nuit, tout en leur faisant subir des injures et des coups.

## Destruction du ghetto
L’oberleutnant Teltz reçut l’ordre de « liquider » le ghetto de Stoline le 11 septembre 1942, à la veille du nouvel an juif (la fête de Rosh Hashanah). Les soldats allemands informés de l’imminente destruction du ghetto s’efforcèrent de récupérer les objets donnés à réparer aux Juifs. Le 10 septembre, le chef du Judenrat Berger et ses collaborateurs furent convoqués au commissariat du territoire et tous fusillés. La garde du ghetto fut renforcée par une unité de cavalerie de police et des miliciens ukrainiens.
Tôt le matin du 11 septembre 1942, on rassembla tous les Juifs du ghetto, en 8 groupes de 1 000, sur la place du marché, encerclée par plus de 200 policiers pour les conduire sur le lieu de leur exécution. Les colonnes passèrent par la rue Naberejna, la rue Poleska, puis la rue de Pinsk, jusqu'au hameau de Stasinol, à 3 km de la ville. Ils s'arrêtèrent dans une énorme dépression, de 300 sur 100 m et d'une profondeur de 10 m, creusée par des détenus soviétiques, d'octobre 1939 à juillet 1941, pour la construction du hangar souterrain d'un aéroport prévu à cet endroit,.
Les Juifs avançaient en famille, très souvent se tenant l'un l'autre. Affaiblis, les vieillards tombaient souvent, sans connaissance, et la police, en fin de colonne, les repoussaient sur le côté et les achevait d'une balle dans la nuque. Les corps étaient mis dans une charrette et jetés la fosse.
Devant le fossé on forçait les gens à se déshabiller complètement et à déposer avec soin et séparément leurs vêtements et leurs chaussures, puis, dans le trou, à se coucher en rang, la tête vers le bas. Les soldats SS enjambaient les corps et les tuaient avec un automatique. C'est de cette manière, qu'en deux jours, les 11 et 12 septembre 1942, furent exterminés tous les survivants du ghetto de Stoline, soit environ 7 000 personnes.
Des centaines de gens furent enterrés vivants dans cette fosse. Quelques personnes du village, par pitié, achevèrent à coup de pelles des enfants encore vivants, pour qu'ils ne souffrent plus. Au total, dans ce village de Stoline, durant les années d'occupation, les Allemands et leurs collaborateurs tuèrent 12 500 personnes, parmi lesquelles 8 à 8 500 Juifs.

## Cas d'évasions
Un certain nombre de Juifs purent se cacher dans le ghetto et échapper à la fusillade des 11-12 septembre. Mais rares furent ceux qui purent en sortir vivants, parce qu'il n'y avait pratiquement nulle part où s'enfuir. Le plus dangereux, c'était que les Allemands donnaient des récompenses (des vêtements) pour les Juifs capturés, si bien que de nombreux habitants menèrent la chasse aux Juifs sans se poser de question.
Tous ne sont pas morts, fusillés sur place. De nuit, quelques blessés purent ramper hors du fossé, parmi lesquels également des petits enfants. Ils se cachèrent dans les bois, au cimetière catholique, sur la route vers la ville, mais ils furent retrouvés et tués.
Dans la cinquième colonne, que l'on mena à la fusillade avant le coucher du soleil, il y avait beaucoup de jeunes Juifs. Une partie d'entre eux se mit brusquement à courir en essayant d'atteindre le hameau de Zatiché, à 2 km. Les Allemands réussirent à en abattre, mais beaucoup parvinrent à se cacher. Quand, après la poursuite, les Allemands ramenèrent les cadavres, on y trouva celui d'un SS.
Le 11 septembre 1942, les Allemands laissèrent en vie quelques auxiliaires médicaux, à l'hôpital. Parmi eux, le médecin-chef Roter, que, par la suite, des partisans parvinrent à cacher dans les bois,.
Plusieurs personnes ont été sauvées :
- le docteur Henry Rid, son épouse Eva, et leur fils Sacha, âgé de 3 ans ;
- le docteur Posnanski et son épouse Géna ;
- le vétérinaire Akharonger et son épouse ;
- un prêtre catholique, de la paroisse de Stoline, Francis Smortsevskij ;
- le garde forestier Kiovskij.

Les baptistes Stéphane et Agathe Mosol les aidèrent à fuir et, finalement, à rejoindre les partisans. Ils cachèrent durant quelques mois des inconnus, en attendant de pouvoir les faire passer chez les partisans. Francis Smortsevskij, Stéphane Vasilievitch et Agathe Mosol furent honorés, en 1979, du titre honorifique de Juste parmi les nations, par l'institut du mémorial "Yad Vashem, « en signe de la plus profonde reconnaissance pour l'aide apportée au peuple juif durant les années de la Deuxième guerre mondiale ».

## Mémoire
À l'emplacement de l'assassinat massif de 12 500 personnes s'élèvent deux monuments, dont un aux victimes du génocide juif, du temps de la Catastrophe, « en souvenir des 8 000 juifs du ghetto de Stoline, de la ville de Stoline et des villages avoisinants, tués en septembre 1942 ».
Les monuments sont élevés l'un près de l'autre, dans le hameau de Stassino (Dolin), à 5 km au nord de Stoline. Un des monuments a la forme d'un livre ouvert et a été érigé en octobre 1993 à la demande de la communauté juive de Kiev. Le second a été élevé à la demande du comité exécutif de la ville de Stoline, et représente une femme avec son enfant,,,.

## Julius Margolin
Enfant, l'écrivain rescapé du Goulag, Julius Margolin a vécu à Stoline, près de Pinsk. À ce titre, sa nouvelle Galia est insérée dans l'édition de son ouvrage Le Livre du retour. Cette nouvelle est créée sur la base d'un témoignage vécu mais sans être clairement biographique. Elle livre le témoignage émouvant de Galia, jeune fille juive qui est cachée pendant un an dans un grand panier à linge par son amie Maka pour échapper aux soldats allemands qui occupent la petite ville de Stoline,

### Sources
- Julius Margolin (trad. Luba Jurgenson), Le Livre du retour, Paris, Éditions Le Bruit du temps,, 2012, p. 110-132

- (ru) Cet article est partiellement ou en totalité issu de l’article de Wikipédia en russe intitulé « Столинское гетто » (voir la liste des auteurs).